# يوسف مراد
يوسف مراد من أبرز علماء النفس العرب. ولد بمدينة القاهرة في 28 ديسمبر 1902م. حصل على البكالوريا، قسم أدبي سنة 1921م، وعلى البكالوريا قسم علمي سنة 1925م. عمل موظفا في وزارة المالية ومصلحة الصحة العمومية ومدرسا للمرحلة الابتدائية. التحق بكلية الآداب، جامعة القاهرة في أكتوبر 1926م. وتخرج في قسم الفلسفة في مايو 1930م. وحصل على الدكتوراة في فبراير 1940م. أسس مدرسة مستقلة في علم النفس عرفت باسم مدرسة علم النفس التكاملي.

## مؤلفاته
- مبادئ علم النفس العام.
- دراسات في التكامل النفسي.
- سيكولوجية الجنس، 1954، دار المعارف، سلسلة اقرأ.

## كتب عنه
- يوسف مراد والمذهب التكاملي - إعداد وتقديم: د/ مراد وهبة.

## مؤلفات في المدرسة التكاملية
مجموعة الكتب التي صدرت حاملة عبارة «منشورات جماعة علم النفس التكاملي»:
- مبادئ علم النفس العام - د/ يوسف مراد.
- ميادين علم النفس (جزءان) - جلفورد.
- الكتاب السنوي في علم النفس.
- مناهج البحث في علم النفس (جزءان) - أندروز.
- علم النفس الفردي - د/ إسحق رمزي.
- المدخل إلى علم النفس الجماعي - د/ شارل بلوندل.
- مشكلة السلوك السيكوباتي - د/ صبري جرجس.
- الغرضية في السلوك الإنساني - د/ كمال الدين عبد الحميد نايل.
- الأسس النفسية للإبداع الفني - د/ مصطفى سويف.
- الأسس النفسية للتكامل الاجتماعي - د/ مصطفى سويف.
- ارتقاء اللغة عند الطفل - د/ صالح الشماع.
- تطور الشعور الديني عند الفرد - د/ عبد المنعم المليجي.
- سيكولوجية المرضى وذوي العاهات - د/ مختار حمزة.
- علم النفس العقابي - د/ كمال دسوقي.
- علم الطباع (المدرسة الفرنسية) - د/ سامي الدروبي.
- مشكلة الانتحار - د/ مكرم سمعان.
- سيكولوجية الإشاعة - د/ جوردن ألبورت وبوستمان.
- علم النفس والأدب.
- الإبداع والشخصية.
- دراسة مقارنة في مشكلات المراهقين في المدن والريف (السلطة والطموح) - د/ خليل ميخائيل معوض.
- حوادث العمل في ضوء علم النفس.
- الإبداع والتوتر النفسي.
- الحقيقة والوهم في علم النفس - أيزنك